# Drink spiking

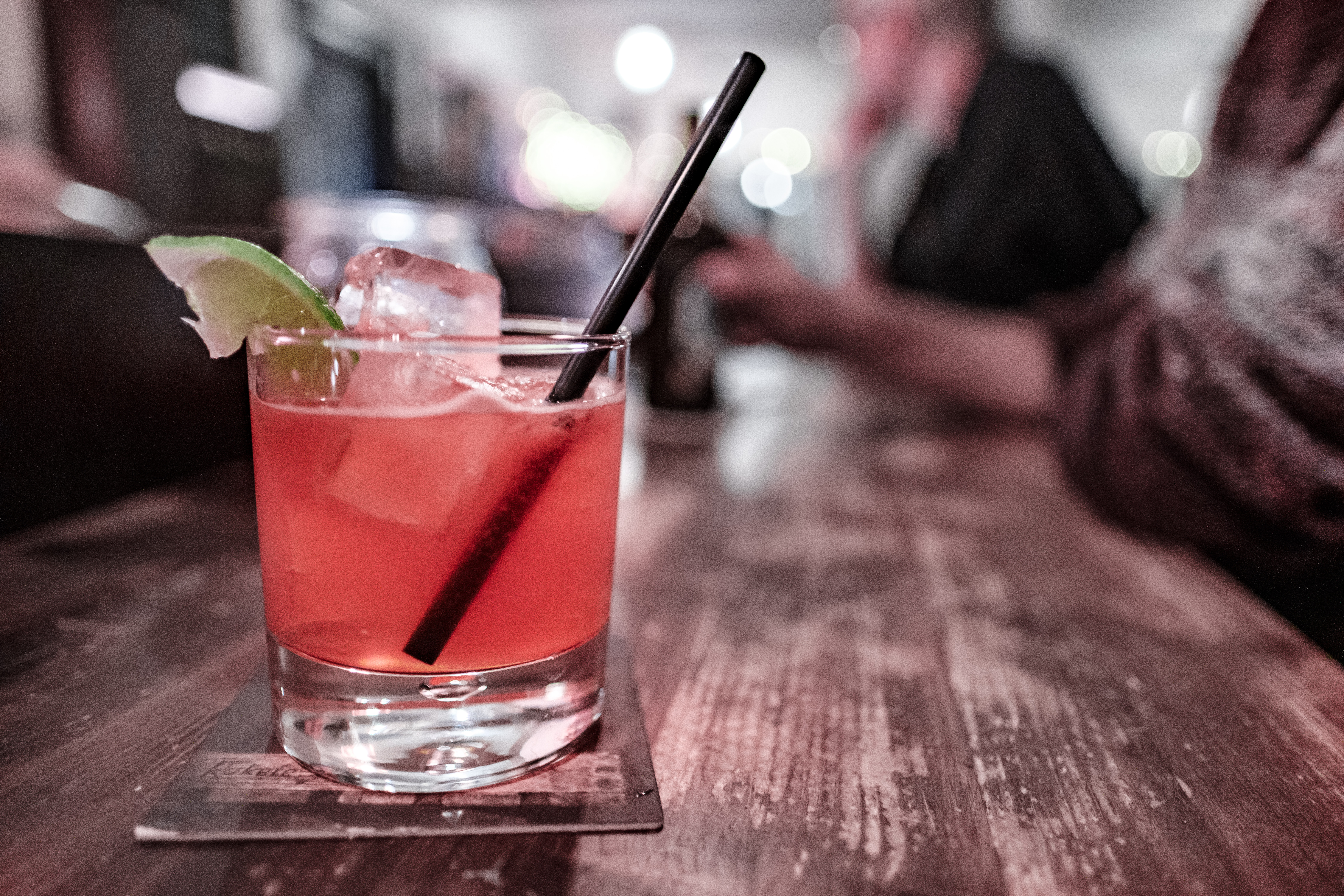
Míchaný alkoholický nápoj v baru (ilustrační foto)

Drink spiking je anglický výraz (spiked drink znamená hovorově říznutý nápoj), který označuje bezsouhlasné přidání omamné látky do nápoje, alkoholického či nealkoholického, obvykle za účelem sexuálního obtěžování nebo násilí, případně krádeže apod. Obecnější termín spiking může zahrnovat nevědomé či nesouhlasné přidání drog do jídla, cigaret či při vapování nebo také přímou injekční aplikaci. Pachatel této činnosti se pak hovorově označuje jako hitman či hitwoman. Oběťmi se nejčastěji stávají ženy.
Často se k těmto účelům používají látky s tlumivým účinkem (sedativa), například ze skupiny benzodiazepinů, GHB a ketamin (veterinární anestetikum), rohypnol, tablety extáze či MDMA. Tyto látky mají za následek malátnost, dezorientaci, útlum až bezvědomí. V anglofonním prostředí se jim také v této souvislosti přezdívá rape drugs (drogy pro znásilnění). V německojazyčném prostředí se jim říká také K.-o.-Tropfen (odrovnávací kapky). Může při jejich požití docházet i k výpadkům paměti.
Motivací pachatele k využití této techniky může být snadné překonání odporu oběti, k čemuž navíc může přistupovat jakýsi omluvný pocit, že se pachatel nemusí cítit jako násilník, neboť oběť žádný odpor nekladla a nepoužil vůči ní klasické prostředky fyzického násilí. Navíc to někdy spěje až k obviňování oběti, že si neohlídala požívání alkoholu. Některým pachatelům také může přijít takovéto získání nadvlády vzrušivé či zábavné.

## Drink spiking v ČR
Podle Johanny Nejedlové z organizace Konsent k roku 2021 neexistovaly v České republice statistické údaje k využití této techniky. V roce 2016 založila Blerta Sejdija mezinárodní organizaci Beat Sexism, která se problematice posléze začala věnovat. V roce 2021 k ní spustila minikampaň na Instagramu a provedla dotazníkové šetření. Výsledky z celkového počtu více než 1 tisíce odpovědí prezentovala mimo jiné v březnu 2025 spolu s Úřadem vlády:
- 32,3 % z odpovídajících měla osobní zkušenost s drink spikingem, z toho více než 91,1 % představovaly osoby identifikující se jako ženy,
- nejvíce z nich zažilo tuto zkušenost ve věku mezi 19 a 24 lety (44,9 %), dále ve věku mezi 16 a 18 lety (33 %),
- 50,4 % z osob účastnících se průzkumu znalo někoho dalšího, kdo měl s drink spikingem zkušenost.

## Drink spiking v Evropě
Británie definuje drink spiking jako trestný čin. Podle zprávy Anglia Ruskin University z listopadu 2024 zaměřené na drink spiking téměř 89,7 % obětí tento čin nehlásí policii, zpravidla kvůli nedůvěře.
V severobelgickém městě Kortrijk policie v roce 2025 zadržela tři provozovatele barů a pětičlennou organizovanou skupinu mužů, kteří podle žalobce v období od prosince 2021 do prosince 2024 napadli s pomocí kontaminování drinků omamnými látkami nejméně 41 žen.
Horní komora německého parlamentu v květnu 2025 přišla s návrhem úpravy trestních zákonů tak, aby podání omamných látek oběti bylo trestáno podobnou sazbou, jako kdyby na ni bylo mířeno zbraní, tedy minimálně pěti lety vězení. Zákonodárný sbor tak reagoval na jeden předchozí rozsudek Spolkového soudního dvora, který s odvoláním na dosavadní legislativu odmítl udělit podobný trest.